# Domènec Umbert i Vilaseró
Domènec Umbert i Vilaseró (Barcelona 1916 - 1993) fou un artesà català, constructor de gegants, nans i altre bestiari.

## Biografia
El 1929, amb només dotze anys, entrà d'aprenent en una fàbrica de joguines de Sant Andreu de Palomar, on va fer cavalls de cartó i en va aprendre la tècnica. Durant la dècada dels anys 1940 va treballar a l'obrador El Ingenio, situat al carrer de Rauric de Barcelona. Va ser el constructor de diverses parelles de gegants de Catalunya construïdes en aquest obrador durant aquella època, moltes vegades encarregades a través de Casa Paquita, la qual confeccionava els vestits.
El 1952 passà a treballar al taller de Lambert Escaler i Lluís Sabadell, on a part de fer gegants o capgrosssos, es dedicà també a fer maquetes per a arquitectes i escenografies per a teatre i cinema.
El 1967 tenia un taller de maniquins propi. L'arribada de noves tècniques i del polièster provocà un canvi en la seva manera de treballar, tot i que no deixà la tècnica artesanal del cartó. La seva última etapa va ser vinculada a l'escola dels Pares Escolapis del carrer de Sant Quintí de Barcelona, on hi tenia el taller i va fer tres parelles de gegants per al mateix col·legi. Entre les seves creacions es troba el Iaio del Barça, gegant de la colla del barri de les Corts de Barcelona (1988), els Gegants de Santa Perpètua de Mogoda (1988) i els Gegants de la Sagrada Família (1988). El 1987 li fou concedida la Carta de Mestre Artesà i el 1991 va rebre la Creu de Sant Jordi.